# Estudios San Miguel
Estudios San Miguel est une société cinématographique argentine qui établit ses installations, de décor, galeries et laboratoires, en 1937 dans la ville de Bella Vista (Buenos Aires)  et installe ses équipements de sonorisation en 1940. Cette entreprise appartenait à un homme d'affaires d'origine espagnole Miguel Machinandiarena. Les studios cinématographiques sont fermés depuis 1957.

## Principales productions
- No abras nunca esa puerta (1952)
- Si muero antes de despertar (1952)
- Buenos Aires, mi tierra querida (1951
- Los isleros (1951)
- Los árboles mueren de pie (1951)
- El último payador (1950)
- La barra de la esquina (1950)
- Historia del 900 (1949)
- El extraño caso de la mujer asesinada (1949)
- Pobre, mi madre querida (1948)
- La serpiente de cascabel  (1948)
- Don Bildigerno en Pago Milagro (1948)
- Madame Bovary (1947)
- Vacaciones (1947)
- La senda oscura (1947)
- La cumparsita (1947)
- Romance musical (1947)
- Milagro de amor (1946)
- Las tres ratas (1946)
- Camino del infierno (1946)
- La pródiga (1945)
- La dama duende (1945)
- La cabalgata del circo (1945)
- Cuando la primavera se equivoca (1944)
- El fin de la noche (1944)
- Los hombres las prefieren viudas (1943)
- Juvenilia (1943)
- Cuando florezca el naranjo (1943)
- Los hijos artificiales (1943)
- Tres hombres del río (1943)
- Casa de muñecas  (1943)
- Eclipse de sol (1943)
- En el viejo Buenos Aires (1942)
- Melodías de América (1941)
- Petróleo (1940)